# Etikloprid
Etikloprid je selektivni dopaminski antagonist koji deluje na dopaminski receptor D2. On se prvenstveno koristi u farmakološkim istraživanjima.

## Spoljašnje veze
- Eticlopride на 